# Олым (село)
Олым — село в Касторенском районе Курской области России. Административный центр Краснознаменского сельсовета.

## География
Село находится в восточной части Курской области, в лесостепной зоне, в пределах юго-западной части Среднерусской возвышенности, к востоку от реки Олым, на расстоянии примерно 14 километров (по прямой) к юго-юго-востоку (SSE) от посёлка городского типа Касторное, административного центра района. Абсолютная высота — 183 метра над уровнем моря.
Климат
Климат характеризуется как умеренный, со среднегодовой температурой воздуха +5,1 °C и среднегодовым количеством осадков 547 мм.
Часовой пояс
Село Олым, как и вся Курская область, находится в часовой зоне МСК (московское время). Смещение применяемого времени относительно UTC составляет +3:00.

## Население
| 2002 | 2010 |
| ---- | ---- |
| 491  | ↘341 |

Гендерный состав
По данным Всероссийской переписи населения 2010 года в гендерной структуре населения мужчины составляли 46 %, женщины — соответственно 54 %.
Национальный состав
Согласно результатам переписи 2002 года, в национальной структуре населения русские составляли 97 % из 491 чел.

## Улицы
Уличная сеть села состоит из шести улиц.